# Tour de Bohemia 1979
Das Etappenrennen Tour de Bohemia 1979 führte vom 4. bis 8. August über sechs Etappen. Es war die 13. Austragung der Tour de Bohemia. Gesamtsieger wurde Ladislav Ferebauer.

## Teilnehmer
Am Start standen Nationalmannschaften aus den Niederlanden, der Schweiz, der Sowjetunion, Norwegen, Polen und der Tschechoslowakei. Dazu kamen einige tschechoslowakische Vereinsteams. Die Rundfahrt war Bestandteil der Jahreswertung der A.I.O.C.C., des internationalen Radsportamateurverbandes der Union Cycliste Internationale (UCI).

## Rennen
Veranstalter war der tschechoslowakische Radsportverband Český Svaz Cyklistiky. Die Gesamtdistanz betrug 743 Kilometer, wobei es keinen Ruhetag gab. Das Rennen führte durch die Gegend rund um Nový Bor. Ferebauer trug das Führungstrikot nach der 1. Etappe bis zum Gesamterfolg.

## Etappen
Die Rundfahrt führte über insgesamt sechs Etappen mit einem Einzelzeitfahren zu Beginn.
1. Etappe, 18 Kilometer: Sieger Ladislav Ferebauer, Tschechoslowakei
2. Etappe, 108 Kilometer: Sieger Luděk Kubias, Tschechoslowakei
3. Etappe, 153 Kilometer: Sieger Ad Wijnands, Niederlande
4. Etappe, 179 Kilometer: Sieger Jiří Bartolšic, Tschechoslowakei
5. Etappe, 107 Kilometer: Sieger Vlastibor Konečný, Tschechoslowakei
6. Etappe, 178 Kilometer: Sieger Ladislav Ferebauer, Tschechoslowakei

## Gesamtwertungen

### Einzel (Gelbes Trikot)
Ferebauer übernahm das Führungstrikot nach der 1. Etappe und gab es nicht mehr ab. Die ausländischen Mannschaften konnten bis auf den Etappensieg von Wijnands weder in der Einzel- noch in der Gesamtwertung rennbestimmend in Erscheinung getreten. Bester Ausländer war Ad Wijnands auf dem 10. Gesamtrang.
| Platz | Name               | Mannschaft       | Zeit       |
| ----- | ------------------ | ---------------- | ---------- |
| 1.    | Ladislav Ferebauer | Tschechoslowakei | 19:05:55 h |
| 2.    | Jiří Bartolšic     | Tschechoslowakei | + 1:36 min |
| 3.    | Ladislav Foltyna   | Tschechoslowakei | + 4:35 min |
| 4.    | Svatopluk Henke    | Tschechoslowakei | + 4:38 min |
| 5.    | Jiří Novák         | Tschechoslowakei | + 4:41 min |
| 6.    | Miloš Hrazdíra     | Tschechoslowakei | + 5:04 min |